# Danh sách thuộc địa và xứ bảo hộ của Liên bang Đông Dương
Dưới đây là danh sách các thuộc địa và xứ bảo hộ của Liên bang Đông Dương:

Tranh tuyên truyền An Nam, Liên bang Đông Dương thuộc Pháp.

## Việt Nam
| Tên gọi                   | Quốc kỳ | Tình trạng                   | Thời gian   | Phụ chú |
| ------------------------- | ------- | ---------------------------- | ----------- | --- |
| Vương quốc Xơ Đăng        | .       | Vương quốc tự trị            | 1888-1889   | |
| Bắc Kỳ                    |         | Bảo hộ                       | 1884 - 1949 | Thời gian 1884 - 1945: Pháp và Nhà Nguyễn đồng trị. |
| Trung Kỳ                  |         | Bảo hộ                       | 1884 - 1949 | Trung Kỳ và Bắc Kỳ hợp thành Đại Nam Quốc của Nhà Nguyễn. |
| Nam Kỳ                    |         | Thuộc địa                    | 1862 - 1946 | Năm 1945 thuộc Việt Nam Dân chủ Cộng hòa, tuy nhiên không được Cao ủy Đông Dương thừa nhận. |
| Cộng hòa Tự trị Nam Kỳ    |         | Bảo hộ                       | 1946 - 1948 | Thay đổi quốc kỳ (có hai sọc trắng và ba sọc xanh) |
| Khu Tự trị Thái           |         | Khu tự trị sắc tộc thiểu số  | 1947 - 1950 | Còn được gọi là Xứ Thượng Bắc Đông Dương. |
| Mường Lay                 |         | nt                           | 1944 - 1953 | Trên danh nghĩa là một phần của xứ Thái, lãnh thổ tương ứng với huyện Mường Chà hiện nay. |
| Khu Tự trị Mèo            |         | nt                           | 1947 - 1950 | |
| Khu Tự trị Thổ            |         | nt                           | 1947 - 1950 | |
| Khu Tự trị Nùng           |         | nt                           | 1947 - 1950 | |
| Khu Tự trị Mường          |         | nt                           | 1947 - 1950 | |
| Xứ Thượng Nam Đông Dương  |         | nt                           | 1946 - 1950 | Còn được gọi là Khu Tự trị Thượng Nam Đông Dương. |
| Việt Nam Dân chủ Cộng hòa |         | Độc lập với Liên hiệp Pháp   | 1945 - 1954 | Tuyên bố độc lập và thực sự trở thành một quốc gia độc lập trên toàn Việt Nam từ 02/09/1945. Cuộc Tổng tuyển cử năm 1946 đã thực sự đưa VNDCH thành người địa diện chính thức, hợp pháp và duy nhất của nhân dân Việt Nam trên toàn ba miền Bắc-Trung-Nam. |
| Quốc gia Việt Nam         |         | Độc lập trong khối liên hiệp | 1948 - 1954 | Sau khi được Pháp công nhận nền độc lập trong Liên hiệp Pháp nhưng không quyền tự trị về kinh tế, chính trị, xã hội, quân sự, đối ngoại. |

## Lào
| Tên gọi                   | Biểu trưng | Tình trạng | Thời gian   | Phụ chú |
| ------------------------- | ---------- | ---------- | ----------- | --- |
| Vương quốc Lào            |            | Bảo hộ     | 1893 - 1953 | 1893 - 1946: Xứ bảo hộ. 1946 - 1953: Quốc gia bán độc lập. Sau khi Pháp công nhận toàn vẹn độc lập thì tiếp tục tồn tại đến 1975. |
| Thân vương quốc Phuan     |            | Thuộc địa  | 1893 - 1949 | Trên danh nghĩa là một phần của Vương quốc Lào.                                                                                   |
| Vương quốc Luang Phrabang |            | Bảo hộ     | 1893 - 1949 | Trên danh nghĩa là một phần của Vương quốc Lào.                                                                                   |
| Vương quốc Champasak      |            | Bảo hộ     | 1893 - 1947 | Trên danh nghĩa là một phần của Vương quốc Lào.                                                                                   |

## Campuchia
| Tên gọi              | Biểu trưng | Tình trạng | Thời gian   | Phụ chú |
| -------------------- | ---------- | ---------- | ----------- | --- |
| Campuchia thuộc Pháp |            | Bảo hộ     | 1863 - 1953 | 1863 - 1946: Xứ bảo hộ. 1946 - 1953: Quốc gia bán độc lập. Sau khi Pháp công nhận toàn vẹn độc lập thì tiếp tục tồn tại đến 1970. |

## Trung Quốc
| Tên gọi         | Biểu trưng | Tình trạng | Thời gian   | Phụ chú |
| --------------- | ---------- | ---------- | ----------- | ------- |
| Quảng Châu Loan |            | Tô giới    | 1898 - 1945 |         |